# Voluzijan
Gaius Vibius Afinius Gallus Veldumnianus Volusianus († 253.) 
je nakon smrti cara Decija 251. postao suvladar svoga oca  Trebonijana Gala, kojeg je Dunavska vojska proglasila carem. Obodvojica su upala u Rim da preuzmu rimsko prestolje, njihovo regenstvo je prekinuo Emilijan, koji je  Trebonijana Gala pobijedio u bitki kod Intermana, gdje su poginuli.